# X (2022년 영화)
"엑스"(X)는 2022년 개봉한 미국의 에로 슬래셔 영화이다. 티 웨스트가 감독과 각본을 맡았다.

## 줄거리
1979년, 텍사스 시골의 한적한 농장에 경찰관들이 도착하여 자루에 싸인 수많은 시체를 발견한다. 그 후 농가로 들어가 지하실에서 충격적인 무언가를 발견한다.
24시간 전, 야심 찬 성인 영화 배우 맥신은 프로듀서 남자친구 웨인, 동료 벌레스크 댄서 바비-린, 해병대 참전 남자친구 잭슨, 감독 RJ, 그리고 RJ의 소심한 여자친구 로레인과 함께 포르노 영화 촬영을 위해 여행을 떠난다. 일행은 제2차 세계대전 참전 용사 하워드와 펄이 소유한 농장에 도착한다. 펄은 촬영을 위해 게스트하우스를 빌린 노부부이다. 하워드는 일행에게 경멸을 표하지만, 웨인은 하워드에게 그들의 의도를 알리지 않았다는 이유로 이를 변명한다.
바비-린과 잭슨이 장면을 연기하는 동안, 펄은 근처 호수에서 알몸으로 수영하는 맥신을 몰래 관찰한 후 농가로 초대한다. 펄은 맥신이 젊었을 때 펄과 닮았다는 사실에 이상하게 집착한다. 하워드가 집으로 돌아오자 펄은 맥신을 급히 데리고 나가 비밀로 하라고 재촉한다. 맥신은 게스트하우스로 돌아와 헛간에서 잭슨과 정사 장면을 촬영하는데, 펄은 몰래 지켜보며 맥신의 자리에 있는 자신을 상상한다. 이후 펄은 하워드를 유혹하려 하지만 심장 질환을 이유로 거절한다. 그날 밤, 로레인이 촬영에 참여하면서 RJ는 화를 낸다. 모두가 잠든 후, 화가 난 RJ는 차를 몰고 농장에 갇히게 하려고 하지만, 진입로에서 펄을 발견한다. RJ가 펄의 구애를 거절하자 펄은 그의 목을 여러 번 찔러 참수한다.
RJ가 없는 것을 알아챈 로레인과 웨인은 그를 찾아 나선다. 헛간에서 웨인은 큰 못을 밟고 펄에게 쇠스랑으로 눈을 찔린다. 한편, 하워드는 펄이 실종되었다며 로레인을 집으로 유인한다. 그는 로레인에게 지하실에서 손전등을 가져오라고 부탁한다. 펄이 내려오자 하워드는 문을 잠그고 천장에 매달린 알몸의 남자 시체를 발견한다. 하워드는 게스트하우스로 가서 잭슨에게 펄을 찾는 것을 도와달라고 부탁한다. 둘이 호수 주변을 정찰하기 위해 헤어졌을 때, 잭슨은 물에 잠긴 차를 발견한다. 손전등으로 잭슨을 물속으로 끌어들이려 했지만 실패한 하워드는 잭슨과 대치하여 그의 가슴을 쏴 죽이다. 한편, 펄은 게스트하우스로 몰래 들어가 옷을 벗고 맥신과 함께 침대에 올라가 그녀의 몸을 어루만진다. 맥신은 공포에 질려 깨어나 옆에 누워 있는 펄을 발견하고, 그녀의 비명 소리에 바비-린이 깨어난다.
집으로 돌아온 로레인은 도끼로 지하실 문을 부수지만 하워드는 그녀의 손가락을 부러뜨린다. 바비-린은 호숫가에 서 있는 펄을 발견하고 그녀를 도우려 한다. 펄은 바비-린을 모욕하고 물속으로 밀어 넣는다. 그곳에서 악어에게 물려 그녀는 죽는다. 펄과 하워드는 재회하여 게스트하우스에 들어가 성관계를 갖는다. 맥신은 밴으로 도망쳐 권총을 소지한다. 맥신은 로레인을 풀어주고, 로레인은 현관문 밖으로 뛰쳐나가지만 하워드에게 총에 맞는다. 부부가 로레인의 시신을 집 안으로 옮기는 순간, 로레인의 시신이 경련을 일으켜 하워드를 놀라게 하고 치명적인 심장마비를 일으킨다.
맥신은 하워드의 트럭 열쇠를 가져와 펄을 쏘려 하지만 권총이 비어 있는 것을 발견한다. 펄은 하워드의 권총으로 맥신을 쏘지만 반동으로 인해 현관으로 떨어지면서 엉덩이뼈가 부러진다. 맥신이 하워드의 트럭에 오르자 펄은 맥신에게 욕설과 모욕을 퍼붓는다. 맥신은 트럭을 후진시켜 펄의 머리를 으깨고는 차를 몰고 달아난다. 맥신이 영화 내내 자주 등장하는 TV 전도사의 딸이라는 사실이 밝혀진다. 경찰은 RJ의 카메라를 발견하고, 보안관은 그 안에 "빌어먹을, 망할 공포 장면"이 담겨 있을 것이라고 추측한다.